# Conflitto della valle di Preševo
Il conflitto della valle di Preševo è stato un conflitto armato tra la Repubblica Federale di Jugoslavia e i separatisti d'etnia albanese dell'Esercito di liberazione di Preševo, Medveđa e Bujanovac (UÇPMB). Ci sono stati casi durante il conflitto in cui il governo jugoslavo chiese il sostegno della KFOR per reprimere gli attacchi dell'UÇPMB poiché loro potevano usare solo forze militari leggermente armate a causa del Trattato di Kumanovo che pose fine alla Guerra del Kosovo, e creò una zona tampone in modo che la maggior parte dei jugoslavi le forze armate non potessero entrare.

## Panoramica
Prima dell'insurrezione la valle di Preševo ospitava circa 100 000 persone, di cui 70 000 albanesi e 30 000 serbi. Gli albanesi rappresentano fino al 95% della popolazione di Preševo, il 40% di Bujanovac e il 10% della popolazione di Medveđa. La regione viene talvolta definita Kosovo orientale dagli albanesi. La regione popolata da albanesi divenne parte della Serbia nel 1913, dopo la prima guerra dei Balcani

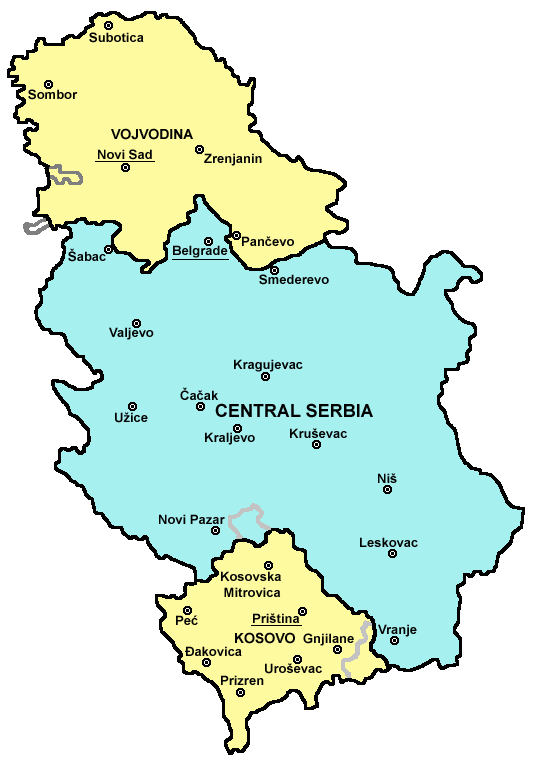
Mappa dello Stato federale di Serbia confrontata con i confini attuali (in grigio i confini attuali, in nero i confini fino al 1945)

Dal 1945 al 1946 Preševo e Bujanovac facevano parte del nuovo Oblast autonomo del Kosovo e Metohija all'interno dello Stato federale della Serbia. Nel 1946 furono trasferiti nella Serbia centrale in cambio di una parte abitata dai serbi nell'odierno Kosovo settentrionale. Durante la Dissoluzione della Jugoslavia, il 1 e 2 marzo 1992 gli albanesi della valle di Preševo tennero un referendum sul proprio status futuro in Serbia. La maggioranza, il 97% degli elettori votò per l'autonomia e il diritto di aderire alla Repubblica del Kosova. Il governo serbo respinse il referendum considerandolo incostituzionale e illegale.

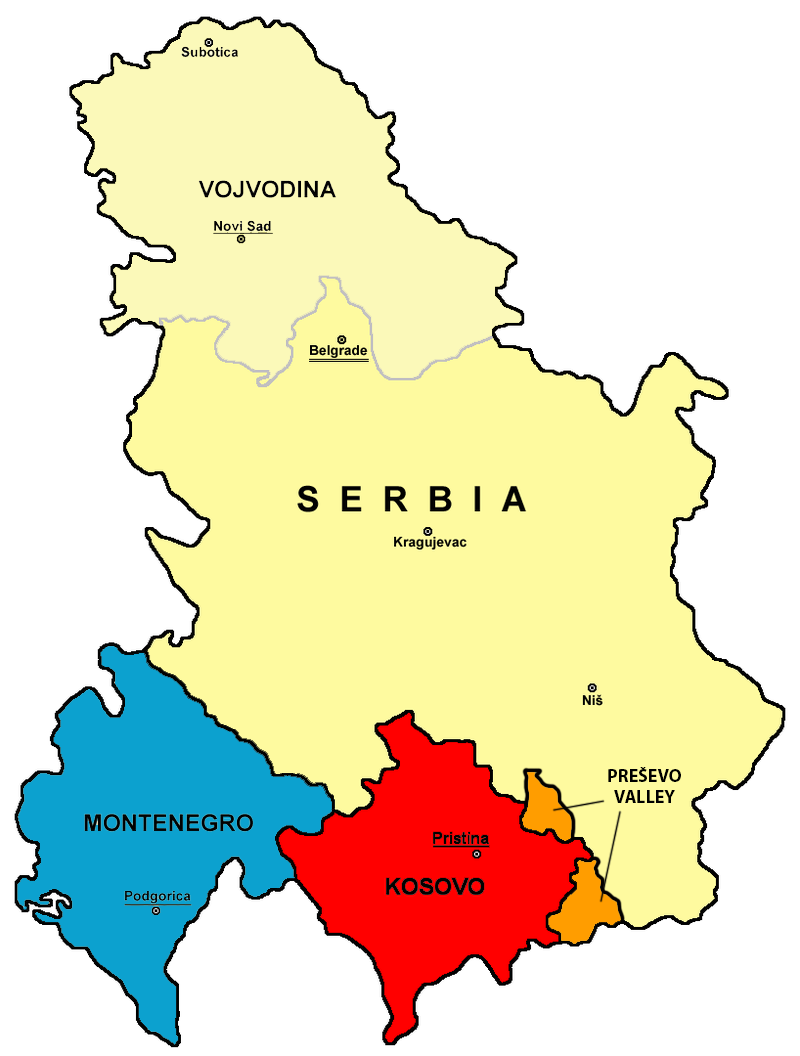
KLa non riconosciuta Repubblica del Kosova e la Valle di Preševo dopo i referendum del 1992

La guerra del Kosovo è stato un conflitto parallelo tra l'esercito jugoslavo e l'esercito di liberazione del Kosovo. Iniziò nel febbraio 1998 e si concluse il 10 giugno 1999 con la firma del Trattato di Kumanovo. Secondo il trattato, le truppe del KFOR, sotto la supervisione delle Nazioni Unite, sarebbero dovute entrare come forza di mantenimento della pace, mentre le forze militari jugoslave si sarebbero dovute ritirare. Fu convenuto che l'UCK si sarebbe sciolto entro il 19 settembre 1999. Secondo l'accordo vi era una zona smilitarizzata intorno al Kosovo. I serbi potevano usare solo squadre di polizia con un massimo di 10 membri. Questa zona tampone venne utilizzata dai guerriglieri albanesi per attacchi contro le forze serbe. Il conflitto nella valle di Preševo scoppiò nel giugno 1999.

## Zona di sicurezza al suolo
Dopo la firma dell'Accordo di Kumanovo, fu stabilita una zona demilitarizzata profonda 5 km lungo il confine con il Kosovo. La lunghezza della zona era di 382 km lungo il confine serbo. Lo scopo di questa zona era prevenire incidenti tra le truppe del KFOR e l'esercito jugoslavo. Allo stesso tempo, venne istituita la Zona di sicurezza aerea. La sua larghezza era di 20 km. Solo una forza di polizia leggermente armata di un massimo di dieci membri era autorizzata a pattugliare, quindi mantenere l'ordine in questa zona era molto difficile. Era vietato ai serbi usare aerei, carri armati o altre armi più pesanti. La Zona id sicurezza al suolo divenne il paradiso per il commercio di droga e le operazioni contro le forze serbe. La zona era composta dai seguenti settori:
- Settore C ovest - da Plav al confine con l'Albania
- Settore A - da Rožaje a Medveđa
- Settore D - parti dei comuni di Medveđa, Leskovac, Lebane e Vranje
- Settore B - da Medveđa a Preševo
- Settore C est - dal confine con la Macedonia al villaggio di Norča[17]

## UÇPMB
I membri dell'Esercito di liberazione di Preševo, Medveđa e Bujanovac furono visti per la prima volta durante il funerale dei fratelli Shaqipi che furono uccisi dalla polizia nel gennaio 2000 a Dobrosin. Avevano circa 1 600 combattenti attivi e circa 5 000 non attivi. Il governo jugoslavo lo considerava un'organizzazione terroristica. L'organizzazione consisteva in tre zone. La prima era la zona sud comandata da Shaqir Shaqiri. Dopo essere stato arrestato nel 2001, venne sostituito da Mustafa Shaqiri. Avevano tra i 300-500 combattenti. La zona centrale era comandata da Ridvan Qazimi, noto come "Capitano Lleshi", che aveva circa 600 ribelli. Lleshi fu successivamente ucciso in scontri vicino a Oraovica. Questa zona si trovava intorno a una strada regionale Bujanovac - Gjilan. Nel nord c'era il cosiddetto gruppo Čar, o zona nord guidata da Muhamet Xhemajli. Il comandante supremo era il meccanico Shefket Musliu di Končulj. I ribelli avevano per lo più lanciatori di mine e altre armi leggere. Quelle armi furono trasportate illegalmente dal Kosovo attraverso il confine con la Serbia. Il più grande villaggio albanese in Serbia, Veliki Trnovac, era il centro dei ribelli. Secondo la Agenzia d'informazione di Sicurezza era piena di bunker, nonché di laboratori e magazzini per l'eroina. PMBLA operava nei seguenti villaggi:
- Zona nord - Muhovac (comando), Ravno Bučje, Pribovce, Zarbince, Suharno, Đorđevac, Čar
- Zona centrale: Veliki Trnovac (comando), Breznica, Mali Trnovac, Dobrosin, Končulj, Lučane e Turija
- Zona sud - Bukovac, Gospođince, Mađare, Ilince, Depce, Masurica, Cerevajka, Sefer, Kurbalija, Šušaja, Karadak

I ribelli stavano controllando tutti i villaggi nei settori B e C della ZSS ad est, tranne Cerevajka e Gramada.

## Storia

### 1999
Dopo che l'esercito di liberazione del Kosovo si sciolse in base all'accordo di pace che pose fine alla guerra del Kosovo, i suoi veterani e membri fondarono l'Esercito di liberazione di Preševo, Medveđa e Bujanovac in un villaggio di Dobrosin. Il loro obiettivo era la secessione di tre comuni albanesi dalla Serbia e la loro annessione al Kosovo. I combattimenti tra polizia e separatista iniziarono nel giugno 1999 nel comune di Kuršumlija, per poi diffondersi a Medveđa, Bujanovac e Preševo. L'UPMPM stabilì molte basi nelle montagne e nelle pianure intorno alle città di Bujanovac e Preševo. Il principale centro di militanti era un villaggio di Veliki Trnovac. A causa dei movimenti limitati in quella zona, la polizia e l'esercito non furono in grado di fermarli. Il 21 novembre due poliziotti vennero uccisi da una mina terrestre. I serbi risposero agli attacchi con più posti di blocco e pattuglie. Nel 1999 i ribelli non entrarono in un conflitto aperto con la polizia, combattendola con mortai da lontano, quindi i serbi non furono in grado di rispondere.

### 2000
Il conflitto aumentò nel 2000. Il 16 gennaio tre civili serbi del villaggio di Pasjane vennero uccisi dai ribelli in una zona di sicurezza al suolo su una strada Gjilan - Preševo. Dopo il rovesciamento di Slobodan Milošević, il nuovo governo chiese alla NATO e alla KFOR di sospendere la zona demilitarizzata attorno al Kosovo, nel timore che potesse scoppiare una nuova guerra. Vojislav Koštunica voleva che gli Stati Uniti riducessero o sciogliessero la zona. Nel novembre 2000, alcuni poliziotti serbi si ritirarono dalla zona smilitarizzata dopo che quattro poliziotti furono rapiti e uccisi e altri due feriti. Ciò diede la possibilità agli albanesi di prendere tutti i villaggi che i serbi avevano lasciato. Dopo questi eventi, Božo Prelević, uno dei tre ministri degli interni della Serbia, dichiarò che la polizia serba sarebbe tornata nella zona "con tutti i mezzi disponibili" a meno che gli attacchi non sarebbero finiti. Il 24 novembre venne concordato un cessate il fuoco mediato dalla KFOR.

### 2001
Il 5 febbraio avvennero i combattimenti più violenti nella valle di Preševo dalla fine del conflitto in Kosovo del 1999. L'esercito jugoslavo scambiò fuoco di artiglieria per diverse ore attraverso la zona tampone imposta a livello internazionale vicino al confine con il Kosovo. Il 16 febbraio vicino alla città di confine di Podujevo 7 civili serbi vennero uccisi dopo che l'autobus Niš-Ekspres con i rifugiati dal Kosovo è stato fatto saltare in aria dal PMBLA. Successivamente, il 7 marzo 2001, la KFOR accettò di consentire ai militari serbi di rioccupare la zona tampone (chiamata "Zona di sicurezza a terra") sezione per sezione. Allo stesso tempo, i guerriglieri albanesi hanno iniziato l'ammutinamento nella Repubblica di Macedonia. A marzo venne nuovamente concordato un cessate il fuoco di una settimana, dopo la morte di quattro poliziotti. L'esercito entrò per primo nella sezione al confine con l' ex Repubblica jugoslava di Macedonia (sezione C est), al fine di fermare il traffico illegale di armi. Successivamente la KFOR permise ai serbi di tornare nelle zone C ovest e A il 25 marzo e nella zona D il 14 aprile. Il 21 maggio i comandanti albanesi firmarono l'accordo di Končulj e accettarono di disarmarsi, ma molti continuarono a combattere. L'ultima sezione riguardava Preševo (settore B). Il 24 maggio l'esercito serbo entrò in città, sebbene i combattenti albanesi li attaccassero. Lì, uno dei comandanti ribelli, Ridvan Qazimi "Lleshi" venne ucciso. Non è chiaro se sia stato ucciso dalla polizia o da altri ribelli. Dopo la vittoria serba, l'UÇPMB accettò di disarmarsi. Alcuni dei suoi veterani si unirono all'esercito di liberazione nazionale nella Repubblica di Macedonia. Circa 400 guerriglieri si arresero per ottenere il perdono dal governo jugoslavo. Il capo del PMBLA Shefket Musliu si arrese alla KFOR il 26 maggio. Fino all'agosto 2001 ci furono circa 1 160 attacchi alla polizia e ai civili serbi. 

Serbia
UÇPMB
KFOR

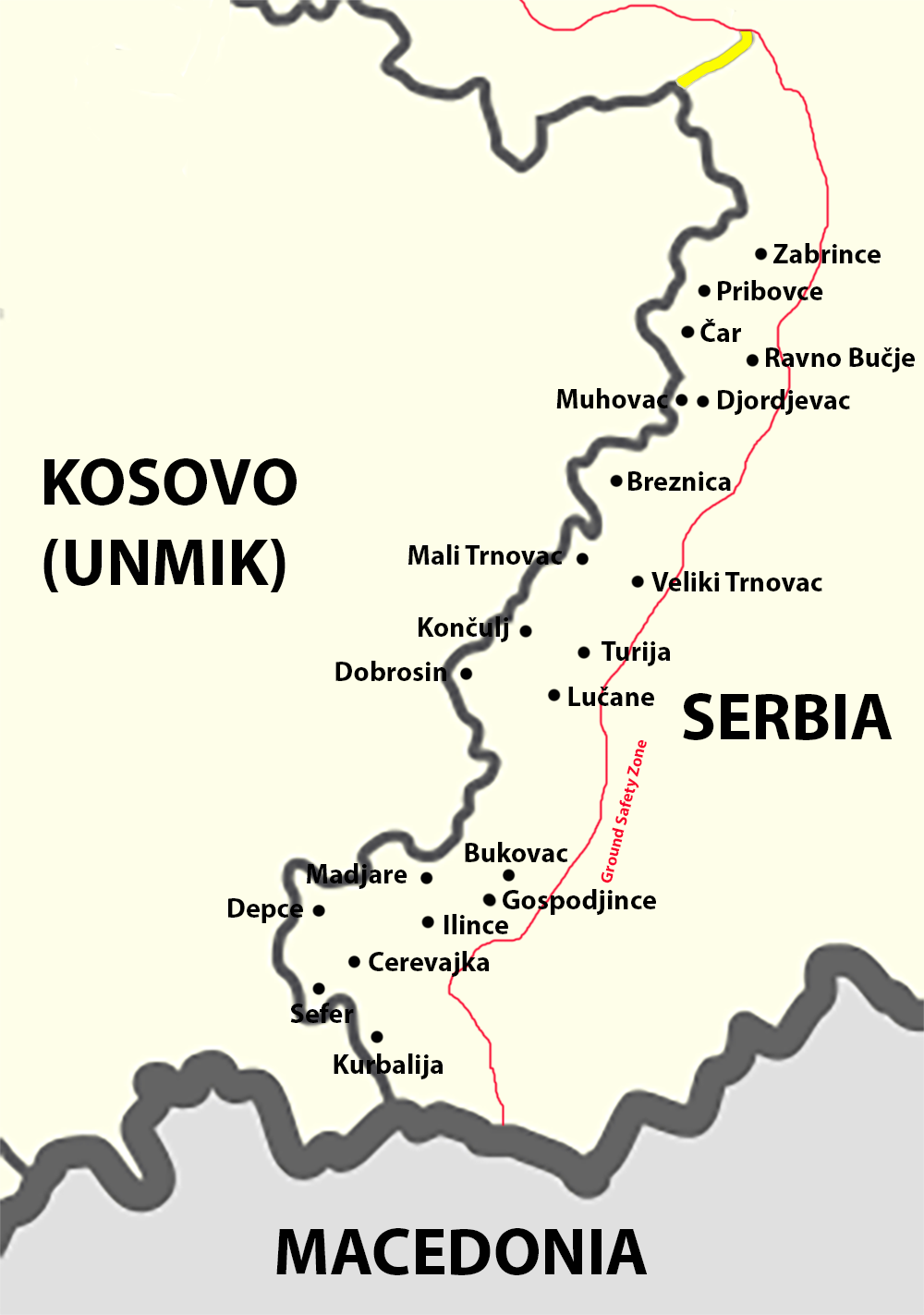
Villaggi sotto il controllo del PMBLA nel 2000

     Serbia
     UÇPMB
     KFOR

## Scontri intorno a Bujanovac
Nel luglio 2000 il PMBLA lanciò un'offensiva per conquistare la città di Bujanovac. La battaglia fu condotta nelle aree di Končulj, Dobrosin, Lučane e Devojačka Čuka, nonché nell'area più ampia intorno a Mali Trnovac, Muhovac e Đorđevac. Gli scontri del PMBLA con le forze di sicurezza serbe iniziarono nel luglio 2000 e miravano a conquistare la comunicazione Bujanovac - Gjilan e ad impadronirsi dei villaggi del comune di Bujanovac. I combattimenti si intensificarono nel novembre 2000, quando la polizia, sotto l'influenza di una triplice forza del PMBLA, si ritirò dai punti di controllo di sicurezza che erano stati combattuti, occupando posizioni difensive più vicine a Bujanovac. I combattimenti entrarono in una posizione pacifica alla fine di novembre 2000 dopo l'arrivo del JSO, nonché i rinforzi militari e di polizia nel sud della Serbia. I conflitti erano di bassa intensità e si ridussero principalmente ad attacchi ribelli occasionali in cui la polizia reagiva solo quando le vite dei suoi membri erano in pericolo. L'offensiva PMBLA nella battaglia vicino a Bujanovac iniziò il 21 novembre 2000, dopo due giorni di provocazioni e forti attacchi alle posizioni della polizia. Quel giorno, circa 500 guerriglieri, che erano incomparabilmente meglio armati della polizia, non furono ostacolati dal venire dal Kosovo per arrivare al comune di Bujanovac.
Dalle 12.25 alle 17.00 del 21 novembre, gli albanesi commisero attacchi sincronizzati al checkpoint di sicurezza di Dobrosin e alle posizioni della polizia agli angoli di Devojačka Čuka e Osoje.
Alle 12.25, 12.55 e 15.30, gli attacchi alla puntura di Dobrosin furono fatti da mortai, armi automatiche e da cecchino e mitragliatrici, quando l'osservatorio di Gropi fu colpito in due occasioni con più di 5 mine.
Alle 12.48, un attacco di mortai, armi di fanteria, mitragliatrici e brownie venne condotto alle posizioni di polizia locale nell'angolo Devojačka Čuka, e alle 13.30 i terroristi stavano anche operando all'angolo di Osoje con un incendio da mortaio.
A causa di azioni forti, i membri delle unità di polizia speciali di Gornji Milanovac furono costretti a ritirarsi dalla comunicazione Konculj - Lucane - Bujanovac, lungo la larghezza della strada. Il ritiro della polizia venne ostacolato e rallentato a causa della mancanza di conoscenza del terreno. Durante il ritiro, fu seguito un feroce attacco di fanteria da parte dei ribelli albanesi dalla più ampia regione di Tuštica e Visoko quando fu occupata la postazione di osservazione sulla collina di Gropi. In questo attacco, i ribelli hanno catturato tre membri del MUP. Furono portati nel loro campo nel territorio del Kosovo, dove furono tormentati dai capi religiosi e infine liquidati.
Intorno alle 17.00 il ritiro delle persone dalle zone di crisi fu interrotto perché si scoprì che nel punto di Dobrosin vi era un mortaio di 60 millimetri, un cecchino e un fucile automatico, due kit di munizioni da combattimento, 6 telefoni induttori e altro ancora. I ribelli quindi eseguono un altro attacco alla pattuglia della polizia a Dobrosin. Dopo questo attacco, gli agenti di polizia furono ritirati dal Comune di Bujanovac per prevenire ulteriori conflitti e riorganizzare le unità di polizia. Pertanto, i ribelli occuparono l'area intorno a Dobrosin, Lucana, Konculja, Mali Trnovac e Breznica, oltre a 4 stazioni di polizia.
A novembre, oltre ai membri del contingente americano della KFOR, circa 1 000 ribelli erano stati armati fino ed erano entrati nella più ampia area di Bujanovac. Tra loro c'erano albanesi dei paesi dell'Europa occidentale, dell'Albania e del Kosovo, e i mujahedin del Medio Oriente. Effettuarono immediatamente la mobilitazione forzata di uomini militari albanesi di età superiore ai 18 anni. Presero veicoli privati e inviarono tutto ai primi ranghi di combattimento.
Dopo essersi affermati, il giorno seguente continuarono con attacchi armati. Nel periodo dalle 11.15 alle 12.05 e dalle 12.30 alle 15.30 il 22 novembre, dalla direzione dei villaggi di Dobrosin e Končulj, i ribelli albanesi effettuarono attacchi da armi automatiche e mortai alla polizia nel villaggio di Lučane. Più tardi, nel periodo tra le 21:45 e le 23:15, i ribelli effettuarono attacchi alla polizia nel villaggio di Djordjevac da mortai, bombe a mano (sparate 20-30 mine) e armi di fanteria. Il giorno successivo, il 23 novembre, intorno alle 10:00, i terroristi albanesi effettuarono un attacco con 5 mine da mortai e brownie alla pattuglia della polizia nel villaggio di Djordjevac.
In risposta a questi conflitti, la RFI richiese una sessione urgente del Consiglio di sicurezza delle Nazioni Unite per condannare gli attacchi. Il presidente della FRY Vojislav Koštunica scrisse al segretario generale della NATO George Robertson con l'aspettativa che la KFOR non consentirà più incursioni nella Serbia meridionale e incidenti simili. Nella sua sede di Bruxelles, la NATO sottolineò di essere contraria alla caduta del PMBLA, mentre la KFOR annunciò che non avrebbe tollerato i possibili effetti del VJ nella zona di sicurezza a terra.
La KFOR bloccò tutte le strade che portavano a Dobrosin, il villaggio dove erano concentrati i terroristi. Durante questo blocco, su un binario, è stato arrestato un camionista che cercò di contrabbandare armi e munizioni per terroristi attraverso il checkpoint americano. Nel camino c'erano mortai, mine antiuomo, mitragliatrici e 5 000 proiettili. Cercando terreno KFOR trovò una malta da 62 mm, 16 proiettili da mortaio, una bomba a mano, un fucile automatico con 2200 proiettili e 25 proiettili per una pistola. Quest'arma nascosta apparteneva ai ribelli che effettuavano attacchi dal territorio del Kosovo senza attraversare la linea amministrativa. C'erano anche 10 ribelli disarmati in uniforme nera che tentarono di entrare illegalmente nel sud della Serbia.

## Il piano di Čović
Nel febbraio 2001, il vice primo ministro serbo e il capo del centro di coordinamento per la Serbia meridionale Nebojša Čović hanno proposto il piano per risolvere la crisi nella valle di Preševo. Il piano prevede forze di polizia congiunte di albanesi e serbi locali, in proporzione alle popolazioni dei gruppi etnici nell'area. La proposta prevede l'integrazione della popolazione etnica albanese della valle nella vita politica e sociale serba tradizionale. Offre inoltre garanzie sui diritti civili e promesse di sviluppo economico. Il piano non prevede autonomia per la regione o possibile annessione al Kosovo. Invece, sta fornendo il decentramento alle autorità locali. Il piano prevede anche la smilitarizzazione della valle di Preševo e lo scioglimento del PMBLA. Tutte le aree controllate dai ribelli dovrebbero essere restituite in Serbia. A ogni ribelle che si arrende verrà promesso un perdono dal governo jugoslavo. Il piano fu accettato e gli albanesi firmarono l'accordo di smilitarizzazione in un villaggio di Končulj.

## Operazione Ritorno

### Ritorno dell'esercito jugoslavo al settore C - est
Alle 6.30 del 14 marzo 2001, iniziò il ritorno delle forze di sicurezza unite alla GSZ, settore C (East Charlie), dalla linea esterna di questa zona. Le forze jugoslave furono dispiegate a ovest, dalla linea Preševo-Miratovac, in tre direzioni: verso i villaggi di Miratovac, Norča e Trnava. Il tenente generale Tenente generale Ninoslav Krstić era guidato dal tenente generale Tenente colonnello Ninoslav Krstic. Il capo dello stato maggiore del VJ, il tenente generale Nebojsa Pavković, il comandante della terza armata, il tenente generale Vladimir Lazarević, il comandante del generale maggiore Priština Corpo Radojko Stefanović, il generale Obrad Stevanović e molti altri ufficiali dell'esercito jugoslavo. L'operazione di rimpatrio è stata seguita dal presidente dell'organismo di coordinamento della FRY per la Serbia meridionale Nebojša Čović e dai membri dell'organismo di coordinamento Mica Markovic e Milovan Čogurić. Entrando nel settore C, al confine triplo di Serbia, Macedonia e Kosovo, era privo di incidenti. Già alle 07.20, Nebojša Pavković ha dichiarato al presidente della FRY Vojislav Koštunica che l'operazione sta avvenendo con successo. Non c'erano mine terrestri sul terreno, né videro gruppi armati di terroristi albanesi. Nel cielo sopra la Macedonia, furono osservati diversi elicotteri Cobra KFOR che supervisionavano l'operazione. Nel settore C - Est, le prime unità che entrarono furono unità ingegneristiche incaricate di esaminare l'intero campo ed eliminare il pericolo delle miniere impostate. Presto, contemporaneamente a loro, altri membri dell'esercito entrarono nella zona guidata dal generale Pavković e da altri comandanti. Quando Pavković è entrato nella parte del settore C, il tenente colonnello David Olvein, un addetto militare dell'Ambasciata degli Stati Uniti, stava guardando gli eventi con estrema cura, ma allo stesso tempo era molto sorpreso quando ha ricevuto informazioni che il tempo previsto di 10 ore, ha finito per assumere posizioni in sole 2 ore.

### Ritorno dell'esercito jugoslavo C - ovest e settore A
Dopo essere entrato nella parte orientale del settore C, il 22 marzo 2001, il comando KFOR guidato dal generale Kabigoszu, in un incontro con i rappresentanti jugoslavi a Merdare, ha approvato l'ingresso dell'esercito jugoslavo nella parte occidentale del settore C (lungo il confine del Montenegro e del Kosovo) e del settore A (al confine con il comune di Medveđa). Il ritorno in queste parti della GSZ, effettuato dalla Seconda Armata della YA, iniziò alle 07:00 del 25 marzo. Secondo il colonnello Radosav Mihailović, l'operazione in loco, l'operazione è stata eseguita senza incidenti e secondo il piano previsto, seguito dai membri dell'organismo di coordinamento, dai rappresentanti della KFOR e dagli osservatori dell'UE. Questa operazione ripristinò la sovranità statale della RFI sulla fascia di confine dei comuni: Plav, Berane, Rožaje, Tutin, Novi Pazar, Raška, Brus e Kuršumlija. La lunghezza totale della parte occidentale del settore C e del settore A era di 263 km e la larghezza era di 5 km, cioè in totale circa 1300 km².

### Ritorno dell'esercito jugoslavo al settore D
I preparativi dell'esercito jugoslavo per entrare nel settore D della zona di sicurezza al suolo (la regione di confine del comune di Medveđa) sono iniziati dopo l'incontro del generale Ninoslav Krstić con il rappresentante della KFOR a Merdare vicino a Kuršumlija il 2 aprile 2001. L'accordo sull'ingresso nel settore D è stato firmato a Merdare il 12 aprile da Ninoslav Krstić e Nebojša Čović, nonché dai rappresentanti della KFOR. In precedenza, ribelli albanesi hanno attaccato posizioni di polizia nel villaggio di Marovac, il comune di Medveđa, con due colpi di mortaio, e hanno attaccato membri della polizia locale a Beli Kamen, comune di Medveđa. È stato proprio in queste regioni che c'erano rappresentanti dell'organismo di coordinamento che si stavano preparando per l'occupazione del settore D. Dopo i preparativi, le forze jugoslave dalla circonferenza esterna del settore D si sono mosse dalle posizioni di partenza e dall'entrata nel settore D la mattina presto del 14 aprile. L'operazione è stata monitorata da team KFOR, osservatori dell'UE e numerosi giornalisti. Dopo un'operazione riuscita durante la quale non si sono verificati conflitti, il generale Ninoslav Krstić ha elogiato i membri dell'Operazione Group South e in particolare ha elogiato i membri del gruppo di battaglia della polizia che occupava la regione di Ravna Banja - settore Moravce D. La situazione in questo settore dopo il l'ingresso dell'esercito jugoslavo fu un punto fermo e non vi furono provocazioni da parte dei ribelli albanesi.

### Ritorno dell'esercito jugoslavo al settore B
Il comandante del PMBLA Sefket Musliu, Ridvan Qazmi-Lleshi e Mustafa Shaqiri, hanno firmato un accordo di smobilitazione e demilitarizzazione del PMBLA il 21 maggio a Končulj, garantendo l'ingresso sicuro e pacifico dell'esercito jugoslavo nel settore B della zona di sicurezza a terra secondo quanto segue programma   : Zona B Sud fino al 22 maggio, Zona B Centro fino al 31 maggio, mentre la Zona B Nord non era sotto il controllo dei ribelli. L'accordo è stato firmato alla presenza di Sean Saliven, capo dell'ufficio NATO per la Jugoslavia. Lo stesso giorno, il comandante delle forze di sicurezza unite, il generale Ninoslav Krstić, ha incontrato il comandante della KFOR a Merdare e in quell'occasione è stato firmato un documento sul ritorno del VJ nel settore B. Per svolgere questo compito, sono state impegnate nuove unità speciali antiterrorismo e antitrust delle forze di sicurezza unite. L'azione fu condotta con il coordinamento della KFOR e dal 24 maggio l'esercito aveva occupato il 90 percento delle zone B-Sud e B Nord senza incontrare alcuna resistenza da parte dei ribelli. L'operazione è stata continuata per rimuovere le mine e sequestrare armi, munizioni ed equipaggiamento militare. Durante l'occupazione della zona settentrionale del settore B il 24 maggio, durante lo scambio di incendi tra il VJ e il PMBLA, il comandante ribelle Ridvan Qazimi, nell'area della collina Guri Gat (Pietra Nera) vicino a Veliki Trnovac, fu ucciso. Il conflitto è durato dalle 11.30 alle 15.00. Qazimi era in custodia con altri tre estremisti, e quando si alzò e andò alla sua jeep, fu colpito alla testa. Dopo la morte di Qazimi, iniziarono a circolare diverse storie nel sud della Serbia, dall'uccisione dei membri della fazione PMBLA infetti sulla distribuzione del saccheggio rimanente, alla fuga in Kosovo e poi in Albania. Alla conferenza stampa, Nebojša Čović ha denunciato l'informazione secondo cui Qazimi era in quel momento con Sean Sullivan e ha rimosso i dubbi sul destino di Ridvan Qazimi, dicendo che è stato ucciso in uno scontro con le forze di sicurezza serbe. Ha anche elogiato il modo in cui B South e B North sono stati occupati, aggiungendo che l'Esercito non entrerà nel Centro di Zona B, dove si trova la più alta concentrazione di terroristi, fino al 31 maggio. L'esercito jugoslavo ha eseguito l'ultima operazione durante l'occupazione della GSZ il 31 maggio, entrando nella zona B Center. Il ritorno dei membri dell'esercito jugoslavo nella parte centrale del settore è stato ripristinato la sovranità su questa parte del territorio della RFI e l'intera azione è stata completata entro le 12.00, quando le forze di sicurezza serbe sono entrate nella linea amministrativa con il Kosovo. Durante l'operazione, non ci sono stati conflitti o provocazioni da parte di terroristi o civili albanesi. Dopo essere entrati nel villaggio di Dobrosin, il centro dei terroristi, la polizia ha effettuato un'ispezione di 14 strutture ricettive abbandonate. Alla presenza del presidente della comunità locale Dobrosin Reshat Salihi, hanno trovato 2 mine antiuomo, uniformi e attrezzature militari, tre stazioni radio, 100 articoli medici e altri. Durante lo spiegamento dell'esercito jugoslavo lungo il confine sinistro della parte centrale del settore B, a Visoko Bilo, il sergente Bratislav Milinković (1957), un membro della 63ª brigata di paracadute di Niš, mirò a una miniera contro l'attacco e ricevette una grave lesione alla gamba sinistra. Fu portato all'ospedale militare di Bujanovac e poi trasferito per ulteriori cure a Niš. Con l'ingresso delle forze di sicurezza unite nel centro della zona B, l'operazione di rimpatrio è stata completata e il controllo sull'intera zona di sicurezza a terra è stato ripristinato, ponendo fine ai conflitti nella Serbia meridionale.

## Battaglia di Oraovica
La battaglia di Oraovica fu un conflitto tra esercito e polizia della Jugoslavia e gruppo militante albanese prima che i serbi entrassero nell'ultimo settore della zona di sicurezza al suolo. Poiché il villaggio era fuori dalla GSZ, le forze jugoslave potevano usare armi più pesanti, come il carro armato M-84. Il 14 maggio le forze jugoslave hanno lanciato un attacco alla roccaforte dell'UÇPMB, in questo luogo popolato da albanesi vicino al confine con il Kosovo. I combattimenti sono iniziati il 14 maggio alle 06.10 da un attacco alle forze jugoslave. Alle 07:00 i guerriglieri attaccarono di nuovo la polizia e l'esercito serbi e spararono tre missili verso il villaggio. Altri incidenti sono avvenuti durante il giorno fino alle 20:00. Il 15 maggio le forze serbe hanno catturato Oraovica sebbene UÇPMB le abbia attaccate alle 14.15 PM.

## Conseguenze
Circa 400 albanesi si arresero alla KFOR e altri 150 alla polizia serba. Non sono stati accusati di crimini di guerra secondo il piano di Čović e l'accordo di Končulj. La maggior parte dei membri del PMBLA si unì alla guerra dell'NLA in Macedonia, mentre altri si unirono all'esercito di liberazione del Kosovo orientale di recente formazione . A causa della mancanza di membri, LAEK non è attivo. Diversi attacchi alle forze serbe e ai civili furono registrati dopo la fine della guerra.
Dopo la rioccupazione della Ground Safety Zone, la Serbia l'ha suddivisa in 3 settori. Il settore B si estende da Medveđa al confine con la Repubblica di Macedonia. È controllato dalla 4ª brigata delle forze di terra situata nella città di Vranje. Ci sono circa undici basi in quest'area. Nel 2009 la più grande base militare in Serbia, Cepotina, è stata aperta a 5 km da Bujanovac.
Nel 2002 a Preševo, Medveđa e Bujanovac avevano 57 595 albanesi etnici. Tuttavia, hanno boicottato il censimento del 2011, quindi sono state registrate solo 6 000 persone. Si stima che oggi la valle di Preševo abbia circa 50 000 albanesi.

### Vittime e sfollamenti

#### Jugoslavi
Durante il conflitto, 24 membri delle forze di sicurezza jugoslave furono uccisi e 77 furono feriti. Anche otto civili furono uccisi. Alcune morti sono state causate da mine.

#### UÇPMB
Nel 2013, i veterani di UÇPMB hanno eretto un memoriale con i nomi di 27 ribelli che sono stati uccisi nel conflitto. Sono stati uccisi anche sette civili di etnia albanese. Più di 15 000 persone sono fuggite dal conflitto in Kosovo o Macedonia.

#### Altre vittime
Due osservatori delle Nazioni Unite sono stati feriti, secondo i rapporti. citazione necessaria

### Violenza 2002-2004
Scontri a bassa intensità sono continuati nei prossimi anni. Cronologia degli eventi più importanti:

#### 2002
- 20 maggio - bomba lanciata su una casa di etnia albanese a Preševo. La polizia ha detto che è il quindicesimo attacco registrato da marzo.[40]
- Dicembre - La pattuglia della polizia è stata attaccata a Končulj

#### 2003
- 26 e 28 gennaio - pattuglia di polizia attaccata di nuovo a Končulj
- 4 febbraio - bomba lanciata su una casa serba a Levosoje
- 23 febbraio - un membro della Gendarmeria viene ucciso, due feriti a Muhovac da una miniera anticarro
- 2 marzo - miniera anticarro trovata a Turija
- 10-11 agosto - attacchi a una polizia con un mortaio a Dobrosin
- 12 agosto - strada Kuršumlija - Podujevo, polizia aggredita
- 13 agosto - miniera collocata a Lučane
- 23 agosto - granata lanciata
- 27 agosto - la polizia attacca a Dobrosin
- 12 settembre - la polizia ha attaccato a Depce, Rudnik, Madjare e Preševo
- 23 settembre - bomba trovata in una scuola a Bujanovac
- 24 settembre - la polizia ha attaccato a Dobrosin

#### 2004
- 4 febbraio - Selver Fazlliju, membro della Security Intelligence Agency, viene ucciso a Bujanovac
- Marzo - bomba trovata a scuola a Preševo

Numerosi attacchi all'esercito furono registrati in questo periodo, come ad esempio: attacco alla torre di guardia a Čarska kula, sabotaggio sul pilastro attraverso il quale viene alimentata la base di Dobrosin e la lapidazione di un veicolo a motore militare nel villaggio di Lučane.

### Attacchi del 2009
Il 9 luglio 2009, due membri della Gendarmeria serba sono stati feriti dopo che "terroristi" senza nome hanno attaccato la loro Land Rover vicino al villaggio di Lučane. Il 14 luglio è esplosa una bomba vicino all'ingresso di un edificio a Preševo dove viveva con la sua famiglia un membro di etnia albanese della Gendarmeria. Sua moglie e suo figlio sono rimasti feriti. Il ministro degli Interni Ivica Dačić ha descritto questi attacchi come un atto terroristico. La stessa notte la polizia ha condotto un'operazione al confine con il Kosovo, tagliando il traffico illegale di armi nella Serbia centrale. Il ministro Dačić ha anche affermato di aver trovato grandi quantità di armi e munizioni nel villaggio di Norča vicino Preševo. Il governo della Serbia ha accusato l'ex esercito di liberazione di Preševo, Medveđa e Bujanovac, membro di alto livello Lirim Jakupi, noto come "comandante nazista ". Era anche ricercato dalla Macedonia per attacchi alla polizia nel 2005.

### Crisi del monumento 2012-2013
Nel novembre 2012, nella piazza principale di Preševo, fu eretto il monumento a 27 combattenti uccisi del PMBLA. Il governo della Serbia era contrario, quindi hanno dato l'ultimatum al governo locale per rimuoverlo. Il 16 maggio è scaduto il termine. Il 20 maggio la Gendarmeria ha circondato la città con 200 uomini e ha iniziato a rimuovere il monumento con un bagger alle 7:00. L'operazione è stata guidata dal generale Bratislav Dikić. Questa crisi ha nuovamente sollevato la tensione nella valle di Preševo.

### 2014 attacco alla Gendarmeria
Il 25 gennaio 2014 un cittadino norvegese sospettato di essere un membro wahhabita ha attaccato la Gendarmeria a Preševo. Fu ucciso in un incendio con la polizia. Il suo motivo era sconosciuto.

## Reazioni
- Albania - Ilir Ilir Meta, primo ministro albanese, ha affermato che il problema nella valle di Preševo doveva essere risolto attraverso "dialoghi e mezzi democratici" e non la violenza. Il dialogo dovrebbe iniziare presto affinché agli albanesi vengano garantiti standard riconosciuti a livello internazionale dei diritti umani.[48] I leader politici albanesi hanno chiesto l'espansione della zona tampone della NATO e una smilitarizzazione della valle supervisionata a livello internazionale, estendendo sostanzialmente lo status protetto del Kosovo alla Serbia meridionale. Per il momento il governo albanese ha condannato la violenza e ha fatto appello ai leader politici albanesi del Kosovo affinché prendessero le distanze.[49]
- Politici albanesi in Serbia - Jonuz Musliu, capo del Consiglio politico di Preševo, ha dichiarato di essere contrario allo scontro armato con il governo serbo.[50]
- Jugoslavia  - Il presidente jugoslavo, Vojislav Koštunica, ha avvertito che sarebbero scoppiati nuovi combattimenti se le unità della KFOR non avessero agito per impedire gli attacchi provenienti dall'UÇPMB.[51]
- Esercito di liberazione del Kosovo - Hashim Thaçi ha accusato Belgrado di genocidio contro la maggioranza etnica albanese in tre città serbe.[52]
- TPEJ - Carla Del Ponte ha annunciato l'indagine sulle attività di PMBLA nella valle di Preševo.[53]
- NATO - La NATO ha permesso alle forze serbe di entrare nella zona di sicurezza al suolo. Il portavoce della NATO Jamie Shea ha detto che l'alleanza ha parlato con i leader della comunità etnica albanese in Kosovo della situazione e li ha avvertiti che non tollererebbe alcuna azione che la peggiorasse.[54] Il segretario generale della NATO George Robertson ha denunciato ribelli etnici albanesi che operano nella "zona di sicurezza del suolo" larga cinque chilometri lungo il confine tra Serbia meridionale e Kosovo. Robertson descrive l'esercito di liberazione ribelle di Presevo, Medvedja e Bujanovac come "una manciata di estremisti che stanno cercando di cercare un'azione eccessiva". Ma dice che non andranno lontano.[55]
- Russia - il ministro degli Esteri russo, Igor' Ivanov, ha descritto la situazione nell'area molto critica; ha detto che sono necessarie misure urgenti per impedire la diffusione della violenza.[54]
- Nazioni Unite - Il segretario generale, Kofi Annan, ha dichiarato: "È chiaro che sono gli albanesi che sono ora la causa di queste provocazioni".[56] Il Consiglio di sicurezza delle Nazioni Unite ha condannato la violenza degli estremisti albanesi nella Serbia meridionale.[57] Il Consiglio di sicurezza ha chiamato gli estremisti albanesi del Kosovo per ritirarsi immediatamente dalla zona di confine.[20]
- Stati Uniti - Gli Stati Uniti erano contrari alla secessione della valle di Preševo . Funzionari statunitensi hanno anche avvertito i ribelli che non ci sarà alcuna ripetizione dell'intervento della NATO in Kosovo.[50] La segretaria di Stato Madeleine Albright ha affermato che è molto importante non consentire agli estremisti di entrambe le parti di interrompere ulteriormente la situazione.[52]